# Barnásfehér tüskebujkáló
A barnásfehér tüskebujkáló (Cercotrichas leucophrys) a madarak osztályának a verébalakúak (Passeriformes) rendjéhez és a légykapófélék (Muscicapidae) családjához tartozó faj.

## Rendszerezése
A fajt Louis Pierre Vieillot francia ornitológus írta le 1817-ben, a Sylvia nembe Sylvia leucophrys néven. Egyes szervezetek az Erythropygia nembe sorolják Erythropygia leucophrys néven.

## Alfajai
Fehérszárnyú csoport
- Cercotrichas leucophrys leucoptera (Rüppell, 1845) - száraz bozótosok Dél-Szudántól a Turkana-tó környékéig, valamint Szomália
- Cercotrichas leucophrys eluta (Bowen, 1934) - nedves bozótosok Etiópia és Szomália területén délre a kenyai Tana-folyó vidékéig
- Cercotrichas leucophrys vulpina (Reichenow, 1891) - száraz bozótosok  Kenya keleti részén és Tanzánia északkeleti területein

Vöröshátú csoport
- Cercotrichas leucophrys brunneiceps (Reichenow, 1891) - A Nagy-hasadékvölgy déli része és a Meru hegység
- Cercotrichas leucophrys sclateri (Grote, 1930) - a Mbulu-hegység és Tarangire vidék (Tanzánia)
- Cercotrichas leucophrys zambesiana (Sharpe, 1882) - A Nagy-hasadékvölgy déli része és az afrikai nagy tavak vidéke Dél-Szudán és Mozambik középső területei között
- Cercotrichas leucophrys munda (Cabanis, 1880)  - Gabon déli részétől Angola középső részéig
- Cercotrichas leucophrys ovamboensis (Neumann, 1920) - Angola déli része, Namíbia, Zambia és Zimbabwe
- Cercotrichas leucophrys leucophrys (Vieillot, 1817) - a Dél-afrikai Köztársaság keleti része
- Cercotrichas leucophrys pectorialis (A.Smith, 1836) - Zimbabwe déli része, Botswana keleti fele és a Dél-afrikai Köztársaság északi része
- Cercotrichas leucophrys simulator (Clancey, 1964) - Mozambik déli része és Szváziföld
- Cercotrichas leucophrys streptitans (Clancey, 1975) - KwaZulu-Natal tartomány (Dél-afrikai Köztársaság)

## Előfordulása
Afrikában, Angola, Botswana, Burundi, a Dél-afrikai Köztársaság, Dél-Szudán, Dzsibuti, Etiópia, Gabon, Kenya, a Kongói Köztársaság, a Kongói Demokratikus Köztársaság, Malawi, Mozambik, Namíbia, Ruanda, Szomália, Szudán, Szváziföld, Tanzánia, Uganda, Zambia és Zimbabwe területén honos.
Természetes élőhelyei szubtrópusi és trópusi lombhullató erdők, füves puszták, szavannák és cserjések, valamint szántóföldek és városias régiók. Állandó, nem vonuló faj.

## Megjelenése
Testhossza 14–16 centiméter, testtömege 13–20 gramm,
|  |

## Életmódja
Gerinctelenekkel, főleg rovarokkal táplálkozik.

## Természetvédelmi helyzete
Az elterjedési területe rendkívül nagy, egyedszáma pedig stabil. A Természetvédelmi Világszövetség Vörös listáján nem fenyegetett fajként szerepel.